# Sociale ydelser
Sociale ydelser er en samlet betegnelse for ydelser, borgerne tildeles af staten eller kommunerne som hjælp til den daglige økonomi og tilværelse, enten i form af kontante tilskud, rabatter og fripladser eller i form af naturalier, f.eks. hjemmehjælp til ældre eller personer med handicap. I 2012 brugte den offentlige sektor i Danmark i alt 460 mia. kr. på social beskyttelse. Heraf udgjorde udgifterne til ældre (især folkepension) 149 mia kr. og udgifter til sygdom og invaliditet (f.eks. sygedagpenge ) 105 mia. kr. Dagpenge til arbejdsløse medregnes også under sociale ydelser, mens offentlige udgifter til uddannelsesformål som f.eks. SU ikke medregnes.

## Udvalgte sociale ydelser
Der findes mange forskellige former for sociale ydelser i Danmark. Blandt de vigtigste kan nævnes:
- Folkepension
- Førtidspension
- Arbejdsløshedsdagpenge
- Sygedagpenge
- Kontanthjælp
- Revalidering
- Børnebidrag
- Børne- og ungeydelse (børnechecken)
- Supplerende pensionsydelse (ældrechecken)
- Efterløn
- Boligydelse
- Boligsikring
- Hjemmehjælp
- Tilskud til transport
- Begravelseshjælp
- Børnepasning
- Lån til boligindskud
- Friplads og søskenderabat i daginstitutioner
- Varmetillæg
- Støtte til hjælpemidler og forbrugsgoder
- Støtte til indretning af bolig
- Personligt tillæg for pensionister